# Гросс, Алан
А́лан Фи́ллип Гросс (англ. Alan Phillip Gross; род. 2 мая 1949, штат Нью-Йорк) — гражданин США, сотрудник компании Development Alternatives Inc. (DAI) из Мэриленда.
Поставил контрабандой кубинской еврейской общине электронное оборудование для развертывания интернета в стране, которое по версии кубинских властей предполагалось использовать для ведения шпионской деятельности. Кубинское правосудие сочло, что это оборудование Гросс рассчитывал использовать в шпионских целях. В декабре 2009 года Гросс был арестован на Кубе. Свою вину отрицал, заявив что оборудование предназначалось для развёртывания сети Интернет на острове. В марте 2011 года приговорён к тюремному заключению за «действия, направленные против независимости и территориальной целостности государства». Освобождён 17 декабря 2014 после восстановления американо-кубинских двусторонних отношений, в результате обмена на трёх членов «кубинской пятёрки», остававшихся к тому времени в американской тюрьме.